# Вім Йонк
Вім Йонк (нід. Wim Jonk, нар. 12 жовтня 1966, Едам-Волендам) — нідерландський футболіст, півзахисник. По завершенні ігрової кар'єри — спортивний функціонер.
Як гравець насамперед відомий виступами за клуби «Аякс» та ПСВ, а також національну збірну Нідерландів.
Дворазовий чемпіон Нідерландів. Дворазовий володар Кубка Нідерландів. Дворазовий володар Суперкубка Нідерландів. Дворазовий володар Кубка УЄФА.

## Клубна кар'єра
У дорослому футболі дебютував 1986 року виступами за команду клубу «Волендам», в якій провів два сезони, взявши участь у 59 матчах чемпіонату.
Своєю грою за цю команду привернув увагу представників тренерського штабу клубу «Аякс», до складу якого приєднався 1988 року. Відіграв за команду з Амстердама наступні п'ять сезонів своєї ігрової кар'єри. За цей час виборов титул чемпіона Нідерландів, ставав володарем Кубка Нідерландів, володарем Кубка УЄФА.
Протягом 1993—1995 років захищав кольори команди клубу «Інтернаціонале».
1995 року уклав контракт з клубом ПСВ, у складі якого провів наступні три роки своєї кар'єри гравця. Більшість часу, проведеного у складі ПСВ, був основним гравцем команди. За цей час додав до переліку своїх трофеїв ще один титул чемпіона Нідерландів, знову ставав володарем Кубка Нідерландів, володарем Суперкубка Нідерландів (двічі).
Завершив професійну ігрову кар'єру у клубі «Шеффілд Венсдей», за команду якого виступав протягом 1998—2001 років.

## Виступи за збірну
1992 року дебютував в офіційних матчах у складі національної збірної Нідерландів. Протягом кар'єри у національній команді, яка тривала 8 років, провів у формі головної команди країни 49 матчів, забивши 11 голів.
У складі збірної був учасником чемпіонату Європи 1992 року у Швеції, чемпіонату світу 1994 року у США, чемпіонату світу 1998 року у Франції.

## Титули і досягнення
- Чемпіон Нідерландів (2):

«Аякс»: 1989-90
ПСВ: 1996-97
- Володар Кубка Нідерландів (2):

«Аякс»: 1992-93
ПСВ: 1995-96
- Володар Суперкубка Нідерландів (2):

ПСВ: 1996, 1997
- Володар Кубка УЄФА (2):

«Аякс»: 1991-92
«Інтернаціонале»: 1993-94